# ジェニー・ハン

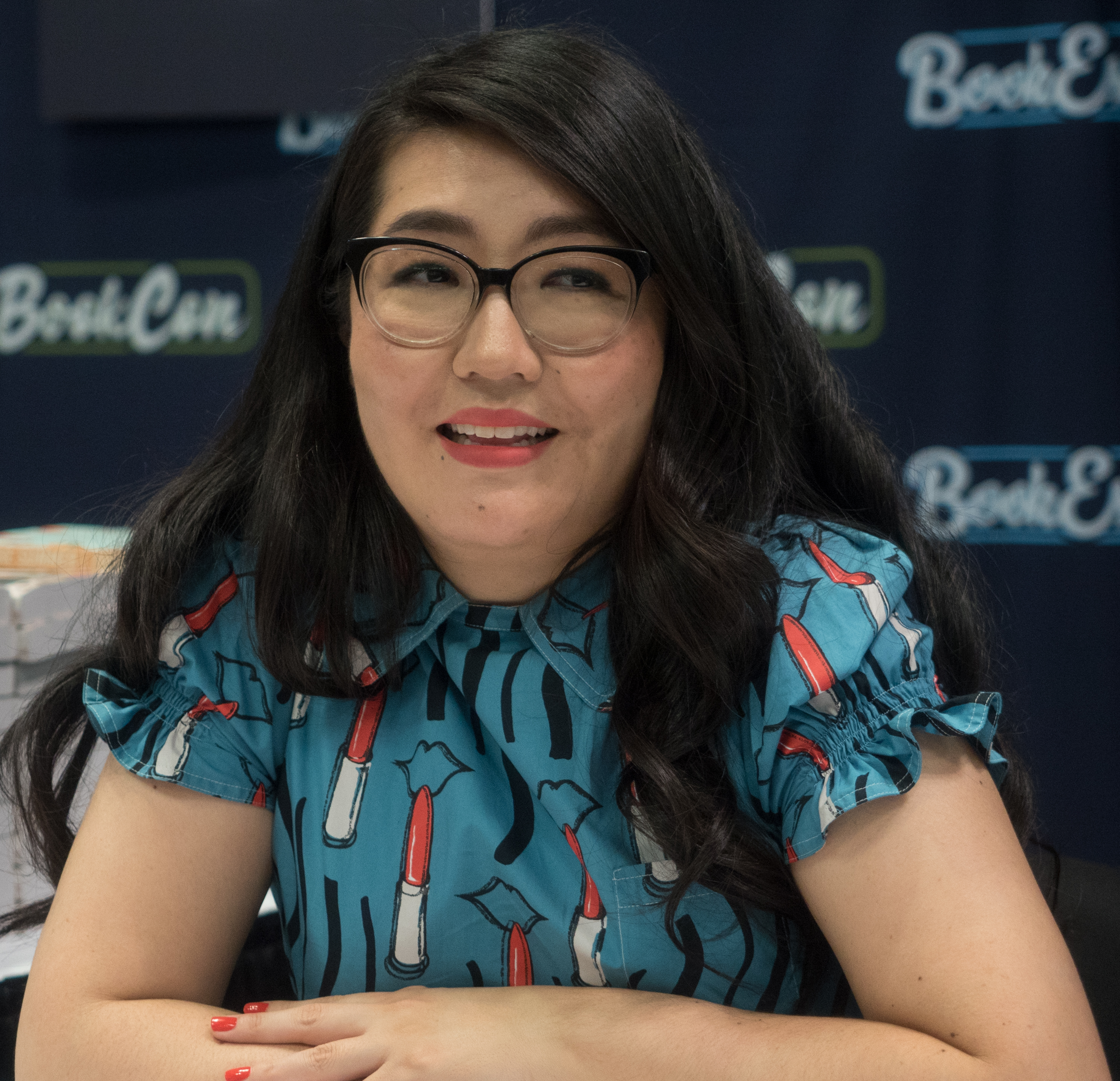
ジェニー・ハン

ジェニー・ハン（Jenny Han, 1980年9月3日 - ）は、アメリカのヤングアダルト小説および児童文学の作家。代表作にThe Summer I Turned Pretty三部作と「好きだった君へのラブレター」シリーズがある。後者は2018年にラナ・コンドルとノア・センティネオ主演で映画化された。

## 生い立ち
バージニア州リッチモンドで韓国人の両親のもとで生まれ育った韓国系アメリカ人。
ノースカロライナ大学チャペルヒル校を卒業後、ニュースクール大学でクリエイティブ・ライティングのMFA（美術学修士）を取得、2006年に卒業した。ニューヨーク市、ブルックリン区在住。

## 経歴
大学在学中に、中学校の危機を乗り越えようとする12歳のアンネマリー・ウィルコックスについての児童向け小説Shugを出版。 YAロマンス三部作であるThe Summer シリーズでは、少女の夏休みと成長を描き、たちまちニューヨーク・タイムズのベストセラーとなった。

### 好きだった君へのラブレター3部作
2014年、YAロマンス「好きだった君へのラブレター」を発表。この小説は、発表後数週間で映像化が決定した。続編であるPS I Still Love Youは翌年に発表され、2015ー2016年度のヤングアダルトアジアン・パシフィック・アメリカン文学賞を受賞した。 3部作目のAlways and Forever、Lara Jeanは2年後に発表された。最初の小説の映画はラナ・コンドル主演で、2017年7月に撮影を開始。2018年8月にNetflixからリリースされ、好評を得た。